# Disk on Module

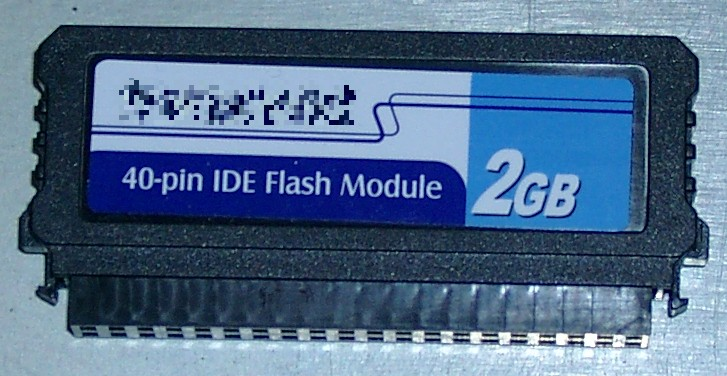
IDE-DoM с флеш-памятью на 2 ГБайт - представляет собой картридж, устанавливамый в разъём IDE непосредственно на материнскую плату.

Disk on Module (DOM) — устройство, выполняющее функции жёсткого диска, но реализованное на модуле памяти (как правило энергонезависимой — флэш-памяти).

## Устройство
Наиболее распространённой реализацией DOM является карта CompactFlash с CF-адаптером для интерфейса IDE, SATA или USB.
От обычного SSD отличается тем, что устанавливается непосредственно на материнскую плату.
Так же, существовал Gigabyte i-RAM. Это была плата расширения для PCI 2.2, в которую вставлялись модули оперативной памяти DDR SDRAM. Технически это был аппаратный RAM-Disk

## Применение
Как правило применяется в тонких клиентах, банкоматах, информационных киосках.